# Papa Lúcio III
Lúcio III, nascido Ubaldo Allucingoli; (Luca, c. 1100 – Verona, 25 de novembro de 1185) foi o 171.º Papa da Igreja Católica de 1 de setembro de 1181 até a data de sua morte. O seu papado foi marcado por conflitos com o  Imperador Romano Frederico I, o seu exílio de Roma e os preparativos iniciais para a Terceira Cruzada. 
Devido aos constantes tumultos em Roma, transferiu-se definitivamente para Verona, onde empreendeu uma série de medidas comumente consideradas o início da Santa Inquisição em 1184.
Em 1184, Ad abolendam, um decreto e bula do Papa Lúcio III, determinava que os detentores de cargos públicos, condes, barões, reitores, nas cidades e outros lugares, deveriam assumir a responsabilidade de punir os hereges que lhe fossem entregues pela Igreja; e qualquer autoridade que falhasse nesse dever seria excomungado, afastado do cargo e despojado de todos os direitos legais. As cidades que abrigassem hereges sofreriam boicotes comerciais, e as terras dos hereges conhecidos declaradas perdidas.